# La de La Mala Suerte
"La de la Mala Suerte" é uma música de pop latino escrita pela dupla de irmãos mexicanos Jesse & Joy. A música está incluída no terceiro álbum de estúdio da dupla, ¿Con Quién Se Queda El Perro? (2011) e foi lançada como o terceiro single do álbum em 13 de março de 2012.

## Faixas
| Download Digital |                        |         |  |
| N.º              | Título                 | Duração |  |
| 1.               | "La de la Mala Suerte" | 4:11    |  |
| 2.               | "¡Corre!" (B-side)     | 4:34    |  |

## Paradas
| Paradas (2012)                    | Melhor posição |
| --------------------------------- | -------------- |
| México (Billboard Mexican Airpay) | 1              |
| México (Monitor Latino)           | 1              |

## Lançamentos
| País   | Data                | Formato    | Gravadora    |
| ------ | ------------------- | ---------- | ------------ |
| México | 13 de março de 2012 | Mainstream | Warner Music |